# Vittoria Burattini
Vittoria Burattini (Ancona, 1970) è una batterista italiana nota per essere tra i membri fondatori delle band italiane Massimo Volume e Franklin Delano. È stata definita da Claudio Lancia la Maureen Tucker di casa nostra..

## Biografia

### Anni ottanta e novanta
Nata ad Ancona nel 1970, Vittoria Burattini si trasferisce nel 1990 per gli studi universitari a Bologna, dove conosce Emidio Clementi, Umberto Palazzo e Gabriele Ceci, con i quali fonderà poi i Massimo Volume nel 1991. Nel 1992 con i Massimo Volume autoproduce Demo Nero, la prima demo su cassetta della band. Dopo l'uscita dal gruppo di Umberto Palazzo e l'entrata di Egle Sommacal, nel 1993 la band entra in studio e incide Stanze (Underground Records), che vede la produzione artistica di Manuele Giannini (Starfuckers, Sinistri) e la Burattini, che in molti brani usava il controcanto come contrappunto al tipico recitato di Clementi. Fin da questo primo episodio, la batteria dei Massimo Volume è un punto cardine della trama generale, con il suo alternarsi tra ritmiche pesanti e ossessive e stati di trance di matrice tribale.
Nel 1995 viene pubblicato dalla Mescal Lungo i bordi , in cui la Burattini utilizza spesso ritmiche più pulite e a volte jazzate, all'interno di un suono complessivo che rimanda ad un post rock con strutture da colonna sonora filmica, spingendo la batteria fino alle battute marziali di un brano come "Inverno '85"
Negli anni successivi, sempre assieme ai Massimo Volume, suona la batteria negli album Lungo i bordi e Da qui (Mescal, 1997). Nel 1997 Vittoria Burattini inaugura una serie di lavori e partecipazioni discografiche extra-Massimo Volume, suonando la batteria nel brano Di me dagli Starfuckers, che verrà poi pubblicato nel loro Infrantumi, edito dalla Drunken Fish Records di San Francisco. Negli anni successivi la Burattini comparirà in album di Moltheni, Cesare Basile e El Muniria.

### Gli anni 2000 ed i Franklin Delano
Tra il 2002 e il 2008, gli anni nei quali i Massimo Volume sono stati divisi, è stata la batterista del gruppo rock bolognese Franklin Delano.
Ha collaborato, tra gli altri, con la cantante Angela Baraldi.

## Discografia

### Con i Massimo Volume
Album
- 1993 - Stanze
- 1995 - Lungo i bordi
- 1997 - Da qui
- 1999 - Club privé
- 2010 - Cattive abitudini
- 2013 - Aspettando i barbari
- 2019 - Il nuotatore

EP
- 2011 - Massimo Volume/Bachi da pietra (split EP con i Bachi da pietra)

Live
- 2009 - Bologna Nov. 2008

Colonne sonore
- 2001 - Almost Blue

### Con Moltheni
- 1999 - Natura in replay
- 2005 - Splendore terrore

### Con Franklin Delano
- 2004 - All My Senses Are Senseless Today
- 2005 - Like a Smoking Gun in Front of Me
- 2006 - Come Home

### Con Angela Baraldi
- 2017 - Tornano Sempre